# Cedric Jackson
Cedric Lamar Jackson (Alamogordo, Nuevo México; 5 de marzo de 1986) es un jugador de baloncesto estadounidense que actualmente se encuentra sin equipo. Mide 1,91 metros, y juega en la posición de base.

## Trayectoria deportiva

### Universidad
Comenzó su carrera universitaria en St. John's, donde jugó durante dos temporadas en las que sus promedios no pasaron de los 4,2 puntos y 3,4 rebotes por partido. En 2006 solicitó el traspaso a los Vikings de la Universidad de Cleveland State, con la esperanza de jugar más minutos, teniendo que pasar un año sin jugar a causa de la normativa de la NCAA. Allí jugó sus dos últimas temporadas, consiguiendo 12,4 puntos, 5,4 rebotes y 5,1 asistencias por partido, siendo elegido en el mejor quinteto defensivo en su primera temporada con los Vikings.

### Profesional
Tras no ser elegido en el Draft de la NBA, ficha por el equipo de los Erie BayHawks de la NBA D-League, donde juega 23 partidos en los que promedia 14,7 puntos, 7,6 asistencias y 4,6 rebotes, hasta que en enero de 2010 es contratado por Cleveland Cavaliers por 10 días, que se ampliaron a otros 10. Tras finalizar su contrato regresa a los BayHawks, pero por poco tiempo, ya que en el mes de marzo firma con San Antonio Spurs un nuevo contrato de 10 días. El 31 de marzo de 2010 firma un contrato de 10 días con Washington Wizards.
[actualizar]

## Estadísticas de su carrera en la NBA

### Temporada regular
| Año     | Equipo      | PJ | PT | MPP | %TC  | %3P  | %TL  | RPP | APP | ROB | TPP | PPP |
| ------- | ----------- | -- | -- | --- | ---- | ---- | ---- | --- | --- | --- | --- | --- |
| 2009-10 | Cleveland   | 5  | 0  | 2.0 | .000 | .000 | .250 | .2  | .4  | .0  | .0  | .2  |
| 2009-10 | San Antonio | 3  | 0  | 8.3 | .286 | .000 | .750 | 1.3 | 2.0 | 1.0 | .7  | 2.3 |
| 2009-10 | Washington  | 4  | 0  | 9.8 | .364 | .333 | .750 | .8  | 1.5 | .0  | .0  | 3.0 |
| Total   | Total       | 12 | 0  | 6.2 | .300 | .167 | .583 | .7  | 1.2 | .3  | .2  | 1.7 |